# Plessa
Plessa település Németországban, azon belül Brandenburgban. Lakosainak száma 2529 fő (2023. december 31.).

## Népesség
A település népességének változása:
| Lakosok száma | 2651 | 2654 | 2568 | 2564 | 2529 |
|               | 2017 | 2019 | 2021 | 2022 | 2023 |